# Hardwick Hall

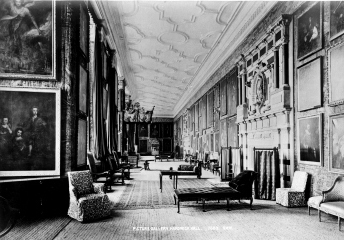
Gran galería de Hardwick en los años 1890

Hardwick Hall en Doe Lea, Derbyshire es una de las casas de campo (country house) de estilo isabelino más significativas de Inglaterra. 

## Localización
Hardwick Hall está situado en la cima de una colina entre Chesterfield y Mansfield, con vistas al campo de Derbyshire. La casa fue diseñada por Robert Smythson a finales del siglo XVI y construida por su propietaria Bess de Hardwick, Condesa de Shrewsbury y antepasada de los Duques de Devonshire, y permaneció siendo propiedad de esa familia hasta que fue entregada al Ministerio del Tesoro como pago de impuestos en 1956. El Tesoro transfirió la casa al National Trust en 1959. Como era una residencia secundaria de los Duques de Devonshire, cuya casa principal era Chatsworth House, esta casa fue poco modificada a lo largo de los siglos y, de hecho, desde principios del siglo XIX su atmósfera de antigüedad se preservó conscientemente.

## Características
Hardwick es una declaración de la riqueza y el poder de Bess de Hardwick, que era la mujer más rica de Inglaterra después de la Reina Isabel I. Es una de las primeras casas inglesas cuya gran sala se construyó sobre un eje que pasa por el centro de la casa y no en ángulo recto en la entrada. Cada una de las tres principales plantas es más alta que la anterior, y una gran y sinuosa escalera de piedra nos conduce a una serie de habitaciones principales en la segunda planta, que incluyen una de las grandes galerías más grandes de cualquier casa inglesa, con un tapiz (algo alterado) colgado en la gran sala y que muestra escenas de caza. Las ventanas son excepcionalmente grandes y numerosas para el siglo XVI y esto era una poderosa demostración de riqueza en una época en la que el vidrio era un objeto de lujo; «Hardwick Hall, más cristal que pared» era el dicho.
En común con otros trabajos de su arquitecto Robert Smythson como Longleat House y Wollaton Hall, Hardwick Hall es uno de los primeros ejemplos de la interpretación británica del estilo arquitectónico del Renacimiento, que se puso de moda cuando ya no fue necesario fortificar las casas. 
Hay una gran cantidad de finos tapices y muebles de los siglos XVI y XVII. Una característica notable de la casa es que gran parte del mobiliario actual y otros contenidos figuran en un inventario que data de 1601. Hardwick Hall contiene una gran colección de bordados, que en su mayoría datan de finales del siglo XVI y muchos de los cuales se enumeran en el inventario de 1601. 
Hardwick está abierta al público. Tiene unos importantes jardines. Los extensos terrenos también comprenden Hardwick Old Hall, una casa un poco anterior que fue utilizada como residencia de invitados y servicio después que la nueva casa fue construida. Esta Old Hall está ahora en ruinas. Es administrada por el English Heritage, en nombre del National Trust y también está abierto al público.